# Brick Lane

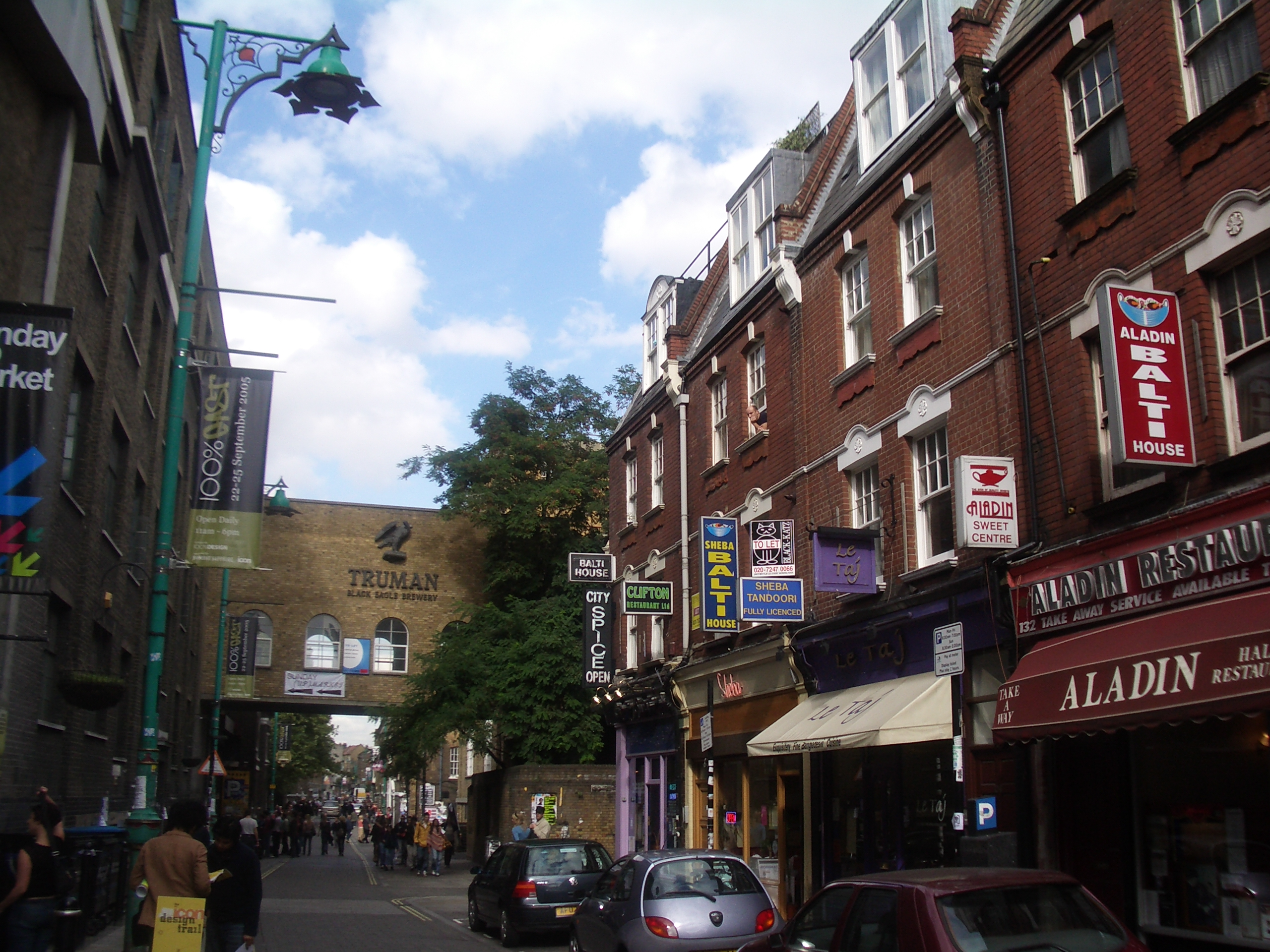
Brick Lane

Brick Lane är en gata och område i Londons East End. De flesta husen på gatan är byggda i tegel och gatan är bitvis stenlagd. Området var tidigare känt för tillverkning av kakel och tegel. Numera är området kring Brick Lane känt som Banglatown och för sina många artister, konstnärer och matställen. Sedan slutet av 1990-talet har flera av Londons mest kända nattklubbar funnits på Brick Lane, i synnerhet 93 Feet East och The Vibe Bar, som båda två finns på det gamla bryggeriområdet The Old Truman Brewery. Old Truman Brewery rymmer numera dessutom kontor och en inomhusmarknad.